# Parbatipur, Indien
Parbatipur är en ort i Indien.   Den ligger i distriktet Haora och delstaten Västbengalen, i den östra delen av landet, 1 300 km sydost om huvudstaden New Delhi. Parbatipur ligger 11 meter över havet och antalet invånare är 8 657.
Terrängen runt Parbatipur är mycket platt. Runt Parbatipur är det mycket tätbefolkat, med 4 039 invånare per kvadratkilometer. Närmaste större samhälle är Calcutta, 18,2 km sydost om Parbatipur. Trakten runt Parbatipur består till största delen av jordbruksmark.